# Championnat du Portugal de futsal 2011-2012
 (juin 2011).
Si vous disposez d'ouvrages ou d'articles de référence ou si vous connaissez des sites web de qualité traitant du thème abordé ici, merci de compléter l'article en donnant les références utiles à sa vérifiabilité et en les liant à la section « Notes et références ».
La saison 2011-2012 du Championnat du Portugal de futsal est la 22e édition du championnat national portugais de futsal.
Le début du championnat est prévu pour le samedi 10 septembre 2011.
Contrairement au Championnat du Portugal de Football, après les 26 journées de la phase régulière, le championnat se décide par un système de "Play-Off" (et de "Play-Out") notamment similaire à ce qu'on peut voir en NBA. Les 8 premiers du championnat s'affrontent en quarts de finale. Être bien classé à la fin de la phase régulière permet d'affronter des équipes moins bien classées et de bénéficié de l'avantage du terrain en cas de match décisif. En 1/4 et en 1/2, le vainqueur est le premier qui remporte deux matchs, mais en finale, il faut remporter trois matchs pour être sacré champion national.
La finale aura lieu les 9, 10, 16, 17 et 23 juin 2012.

## Les 14 équipes participantes
- Sporting CP
- SL Benfica
- CF Belenenses
- AD Fundão
- Módicus
- Freixieiro
- AMSAC
- SL Olivais
- Loures
- SC Braga
- Académica Coimbra
- Boavista
- Leões Porto Salvo
- Operário

Pas mal de nouvelles équipes cette saison (Loures, Braga, Académica Coimbra, Boavista, Leões Porto Salvo et Operário), car, en plus des deux derniers du championnat, certaines formations, en proie à des difficultés financières, ont dû abandonner le championnat principal de Futsal. On peut remarquer la nouvelle présence de trois nouveaux clubs très connus dans le monde du football traditionnel : le SC Braga, Académica Coimbra et Boavista (en plus du Sporting, Benfica et Belenenses qui sont là depuis pas mal d'années).

### Quarts de finale
| Clubs             | Total | Clubs       | Match n°1 | Match n°2 | Match n°3 (si nécessaire) |
| ----------------- | ----- | ----------- | --------- | --------- | ------------------------- |
| AD Fundão         | (0-2) | SL Benfica  | 3-8       | 1-6       |                           |
| SL Olivais        | (0-2) | Sporting CP | 1-3       | 1-5       |                           |
| Operário          | (1-2) | Módicus     | 6-5       | 2-3       | 1-5                       |
| Leões Porto Salvo | (2-0) | Freixieiro  | 5-3       | 8-7       |                           |

- Pour leur entrée en championnat, Leões Porto Salvo (5e) et Operário (6e) se qualifient directement pour la phase de play-off en terminant dans les huit premiers. Habitué aux play-off ces dernières saisons, Belenenses échoue aux portes des play-off (9e).

- Le premier gagnant deux rencontres se qualifie pour les demi-finale, la différence de buts n'est pas prise en compte, un troisième match sera disputé pour départager les deux équipes quels que soient les scores des rencontres si chaque équipe a remporté un match.

- Le premier match est disputé sur le terrain de l'équipe la moins bien classée lors de la phase régulière du championnat.

- Le deuxième match, ainsi que l'éventuel troisième match décisif, est disputé sur le terrain de l'équipe la mieux classée durant la phase régulière du championnat.

- Le Sporting et Benfica, finalistes des dernières éditions du championnat, ont fait respecter la logique, en se qualifiant en deux matchs pour les demi-finales. Le club de Leões Porto Salvo s'est également qualifié en deux matchs et affrontera Benfica en demi-finale. Après une grosse frayeur (défaite lors du premier match, match accroché lors du deuxième), Modicus, révélation de la phase régulière du championnat (3e) a finalement disposé du club des Açores, Operário.

### Demi-finales
| Clubs             | Total | Clubs       | Match n°1 | Match n°2 | Match n°3 (si nécessaire) |
| ----------------- | ----- | ----------- | --------- | --------- | ------------------------- |
| Leões Porto Salvo | (1-2) | SL Benfica  | 3-2       | 2-5       | 1-2                       |
| Módicus           | (0-2) | Sporting CP | 1-5       | 2-6       |                           |

- La première équipe remportant deux rencontres se qualifie pour la finale, la différence de buts n'est pas prise en compte, un troisième match sera disputé pour départager les deux équipes quels que soient les scores des rencontres si chaque équipe a remporté un match.
- Le premier match est disputé sur le terrain de l'équipe la moins bien classée lors de la phase régulière du championnat (soit Leões Porto Salvo et Modicus)
- Le deuxième match, ainsi que l'éventuel troisième match décisif, est disputé sur le terrain de l'équipe la mieux classée durant la phase régulière du championnat (soit Benfica et le Sporting)

- Leões Porto Salvo et Modicus n'ont jamais été en finale du championnat, les deux clubs visent une qualification inédite.
- Le Sporting et Benfica sont, en revanche, des habitués, et se sont même affrontés lors des deux dernières finales, toutes les deux remportées par le Sporting.
- Le Sporting et Benfica cumulent d'ailleurs à eux deux 15 titres (10 pour le Sporting, 5 pour Benfica) ainsi que 25 finales cumulées (5 finales perdues pour les deux équipes).

- Les deux grands de Lisbonne n'ont pas eu la même réussite au match aller. Benfica s'est incliné malgré un doublé de son buteur Joel Queirós. Le lendemain, le Sporting, mené à la mi-temps, a réalisé une deuxième période de rêve sur le terrain de Modicus, inscrivant 5 buts, grâce aux doublés d'Alex et Leitão, ainsi qu'une réalisation de João Matos.

- Au match retour, malgré une petite frayeur en étant mené 1-2, le Sporting a de nouveau fait parler sa suprématie en s'imposant 6-2, grâce notamment à un triplé d'Alex, remportant ainsi ses deux matchs face à Modicus qui avait été pourtant la révélation de la phase régulière (3e). De son côté, Benfica, qui n'avait pas le droit à l'erreur, s'est fait une grande frayeur en étant mené 0-2 dès le début du match, mais a finalement réussit à renverser le match. Lors du troisième match décisif, longtemps resté à 0-0, Benfica a finalement fait la décision dans les dix dernières minutes, Leões Porto Salvo réduisant l'écart à deux minutes de la fin mais n'arrivant pas à égaliser malgré plusieurs situations chaudes.

### Finale
| Clubs      | Total | Clubs       | Match n°1 (09/06) | Match n°2 (10/06) | Match n°3 (16/06) | Match n°4 (17/06)     | Match n°5 (23/06) |
| ---------- | ----- | ----------- | ----------------- | ----------------- | ----------------- | --------------------- | ----------------- |
| SL Benfica | (3-2) | Sporting CP | 5-1               | 1-2               | 1-2               | 1-1 a.p. (4-3 t.a.b.) | 5-4 (a.p.)        |

Règles
- Le premier qui remporte 3 matchs est sacré Champion National, la finale peut donc potentiellement comporter jusqu'à 5 rencontres.
- Les deux premiers matchs ont lieu sur le terrain de Benfica grâce à sa position de leader lors de la phase régulière
- Le troisième match (et un éventuel quatrième) aura lieu sur le terrain du Sporting CP
- Un éventuel cinquième match aurait lieu sur le terrain de SL Benfica

### Finale (matchno1) Benfica 5-1 Sporting
(2-0 à la mi-temps)
Alors que les oppositions entre les deux grands clubs de Lisbonne sont traditionnellement très serrées, le premier match de cette finale a donné une large victoire de Benfica 5-1. Les joueurs du Sporting ont commis de très grossières erreurs individuelles pour espérer mieux dans cette rencontre. Diece a été le grand bonhomme de cette rencontre avec trois jolis buts, tandis que César Paulo inscrivait lui un doublé dont un deuxième but d'une frappe en force. De plus, Benfica évoluait sans sa star, Ricardinho, qui purgeait son deuxième et dernier match de suspension. Dans le sens inverse, Alex, l'un des meilleurs joueurs du Sporting, fut expulsé dans cette rencontre.
- 1-0 Diece (9e)
- 2-0 Diece (9e)
- 3-0 César Paulo (22e)
- 3-1 Pedro Cary (25e)
- 4-1 César Paulo (28e)
- 5-1 Diece (36e)

### Finale (matchno2) Benfica 1-2 Sporting
(0-0 à la mi-temps)
Contrairement à la veille, le Sporting est rentré beaucoup plus concentré, et l'arbitre a sifflé la mi-temps sur un score de parité 0-0, avec notamment une balle sur la barre et le poteau du côté du Sporting, contre une balle sur la barre du côté de Benfica. En deuxième mi-temps, le Sporting a largement dominé, a trouvé le poteau pour la troisième fois de la rencontre, et a ouvert le score sur une superbe frappe de João Matos. Benfica égalisait sur un penalty de Joel Queirós, tandis que le joueur de Benfica échappait au carton rouge pour une agression sur Deo. Le Sporting inscrivait finalement le but victorieux par Pedro Cary, et tenait bon dans les dernières minutes malgré le fait que Benfica ait terminé le match avec un gardien de but avancé (Ricardinho), attaquant ainsi à 5 contre 4 les dernières minutes.
- 0-1 João Matos (22e)
- 1-1 Joel Queirós (28e, pen)
- 1-2 Pedro Cary (34e)

### Finale (matchno3) Sporting 2-1 Benfica
(0-0 à la mi-temps)
- 0-1 Marinho (29e)
- 1-1 Alex (30e)
- 2-1 Deo (39e)

Ce troisième match était déterminant, l'équipe qui allait gagner, allait mener 2 matchs à 1 dans cette passionnante finale. Le Sporting a dominé la première période, trouvant notamment le poteau à deux reprises. En deuxième mi-temps, Benfica ouvre le score contre le cours du jeu sur une tête de Marinho, mais le Sporting réagit immédiatement avec une superbe frappe d'Alex, ramenant le score à égalité seulement une minute plus tard. En fin de match, la star de Benfica, Ricardinho, perd son sang-froid en agressant Djô d'un coup de poing, il est logiquement expulsé, et le Sporting pouvait disputer les deux dernières minutes à 5 contre 4, et cet avantage allait être déterminant. Alex, déjà auteur de l'égalisation, pressait le gardien de but, contrait son dégagement, et Deo était à l'affut pour expédier une frappe victorieuse au fond des filets.

### Finale (matchno4) Sporting 1-1 a.p. Benfica (3-4 aux tirs au but)
(1-1 à la mi-temps)
- 1-0 Deo (9e)
- 1-1 Diego Sol (12e)

La salle « Pavilhão Paz e Amizade » avait fait le plein car le Sporting pouvait être champion national à domicile en cas de victoire. Tout commençait parfaitement pour le Sporting avec l'ouverture du score de Deo, mais Benfica réagissait trois minutes plus tard sur une frappe limpide de Diego Sol. Plus rien n'allait être marqué durant tout le reste du match, même les deux prolongations de 5 minutes chacune n'y changeaient rien, malgré la grosse domination du Sporting (35 tirs à 16 à la fin du temps réglementaire). Aux tirs au but, le gardien du Sporting, João Benedito, repoussait la première tentative, mais c'est finalement Benfica qui s'imposait 4 tirs au but à 3, gâchant ainsi la fête du Sporting, et poussant la finale à un 5e match sur son terrain.

### Finale (matchno5) Benfica 5-4 (a.p.) Sporting
Même le cinquième match de la finale fut extrêmement serré. Le Sporting ouvrait le score sur un coup franc d'Alex, mais Benfica revenait dans le match et menait 2-1 à la mi-temps grâce à un doublé de Joel Queirós, et alors que Benfica menait 3-1 à quelques minutes de la fin et se dirigeait vers le titre de champion national, le Sporting réussissait un improbable retour en revenant à 3-3 grâce au fait de jouer à 5 contre 4 grâce au gardien de but avancé. Aux prolongations, Benfica prit finalement le meilleur sur le Sporting, 5-4 score final.